# Glochidion wilsonii
Glochidion wilsonii är en emblikaväxtart som beskrevs av John Hutchinson. Glochidion wilsonii ingår i släktet Glochidion och familjen emblikaväxter. Inga underarter finns listade i Catalogue of Life.

## Bildgalleri

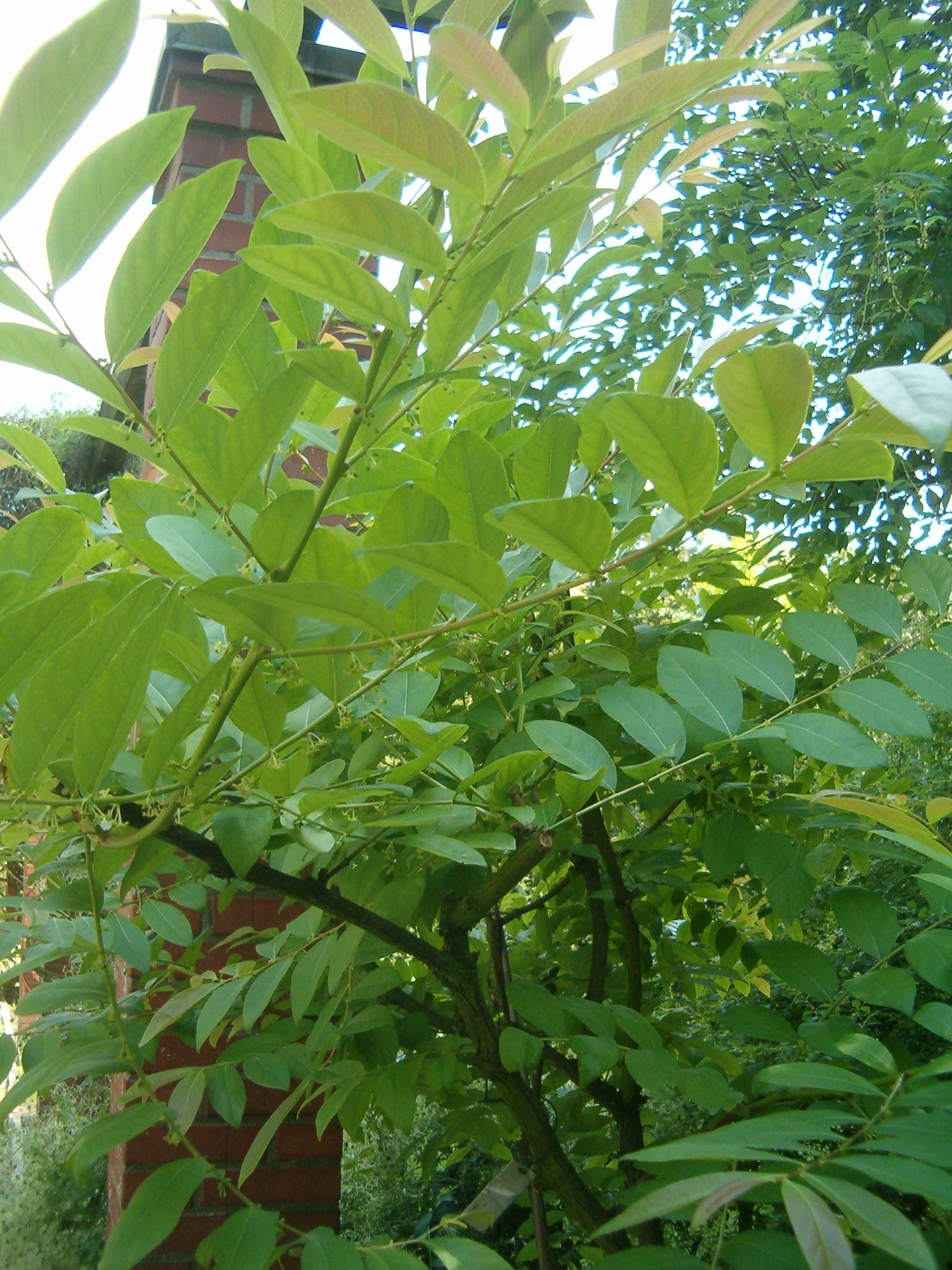
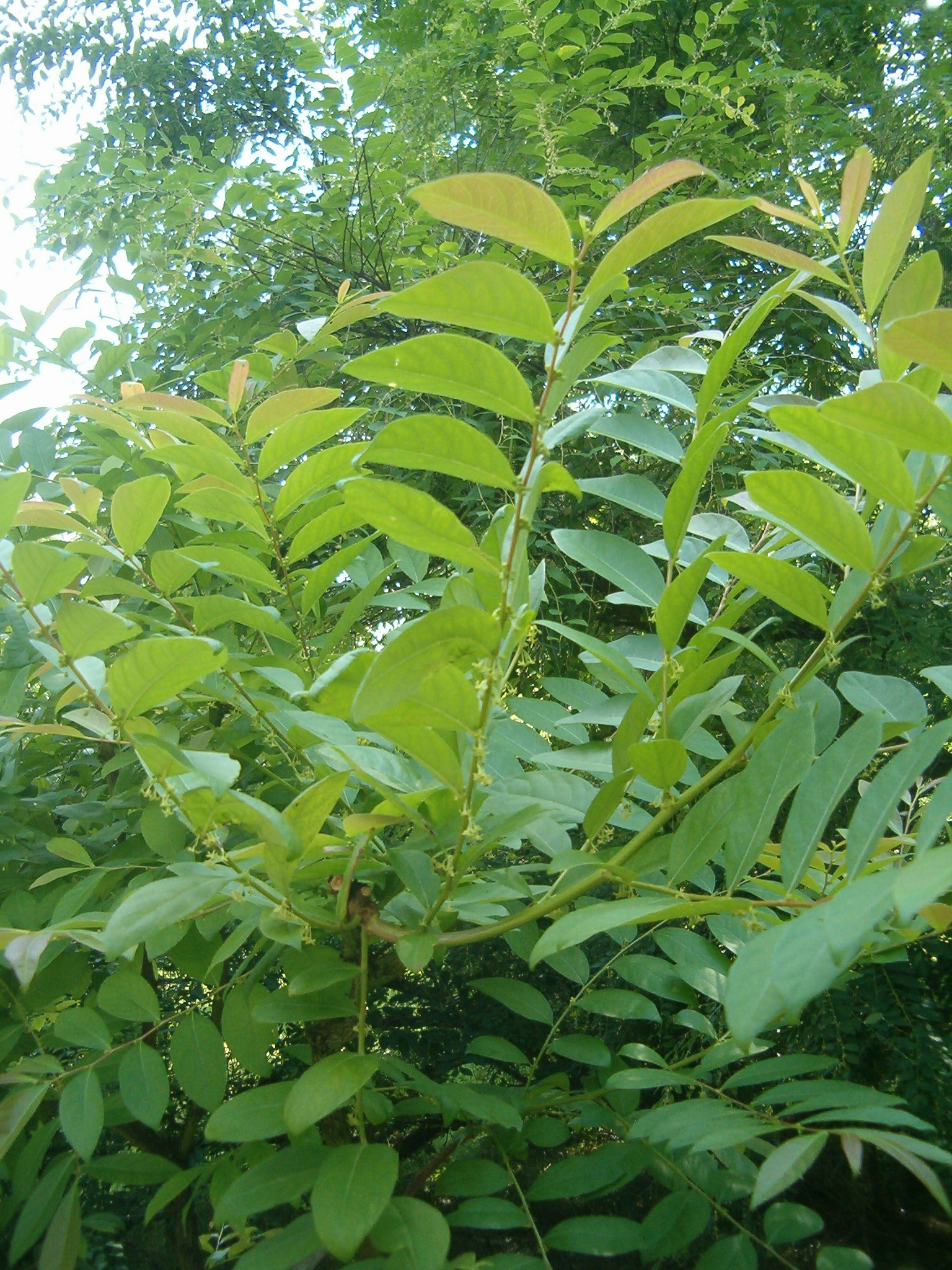
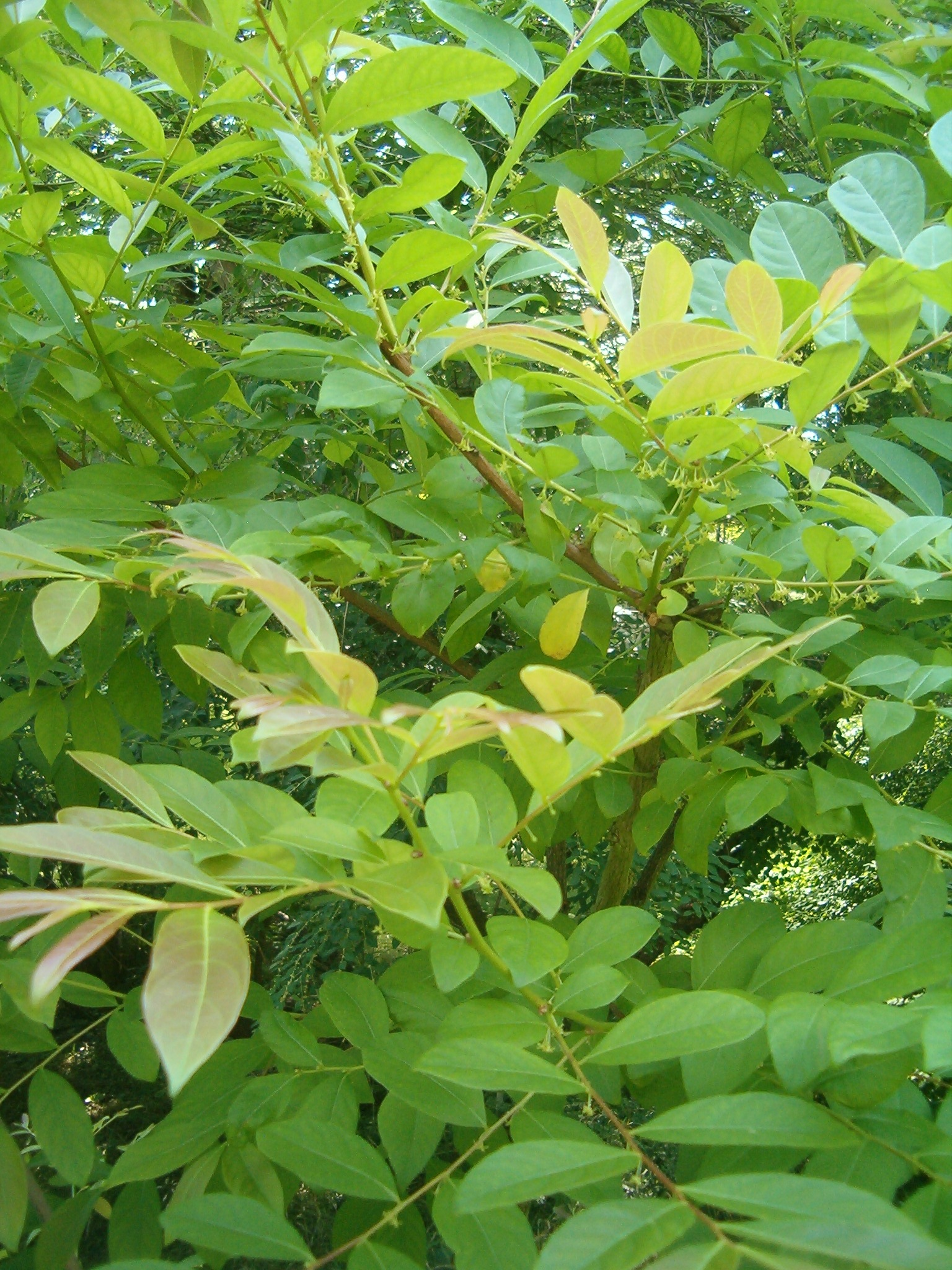
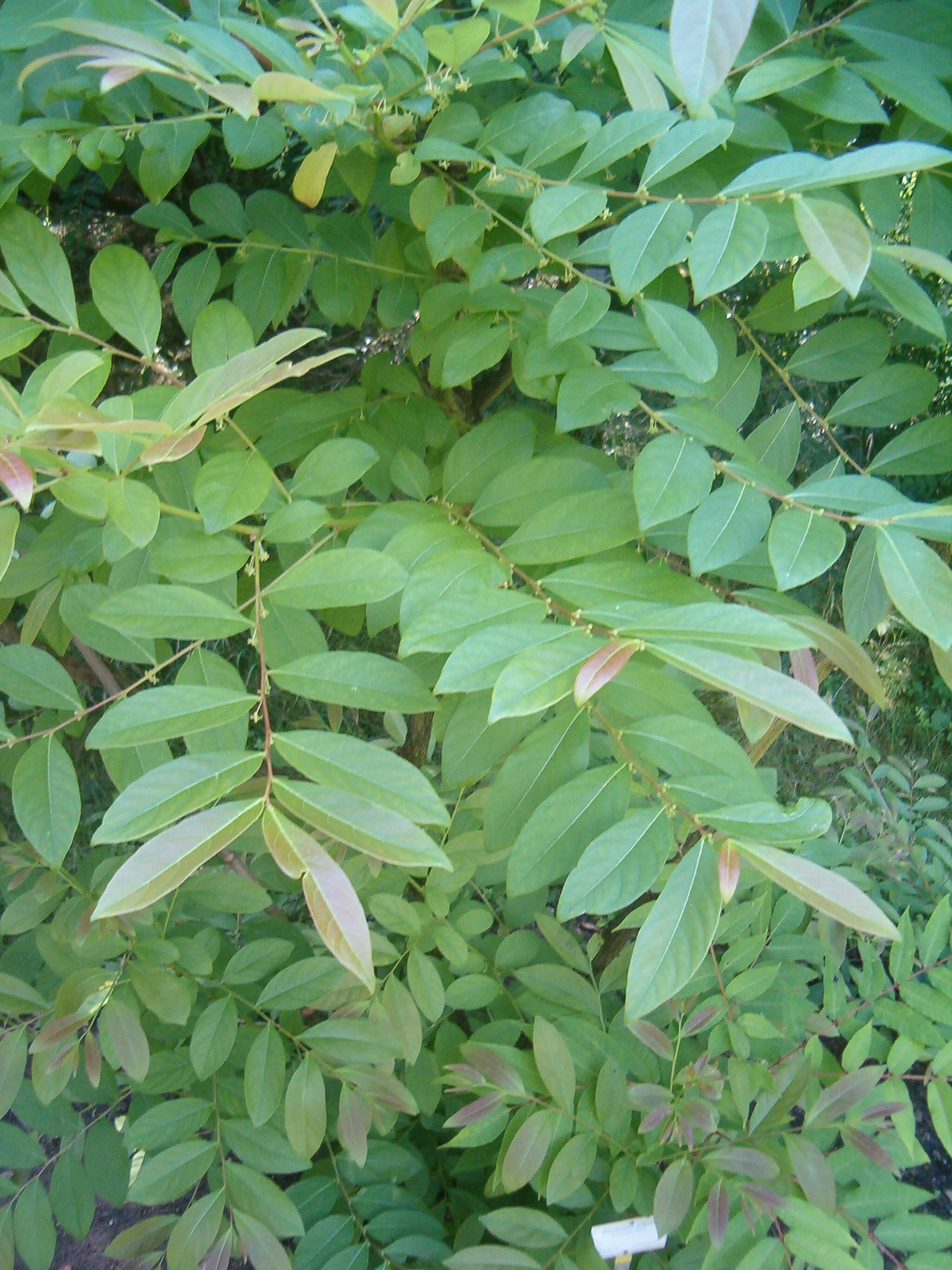